# Gereformeerde kerk (Anna Jacobapolder)
De gereformeerde kerk is een kerkgebouw in Anna Jacobapolder in de gemeente Tholen, gelegen aan Langeweg 51. Het gebouw werd in 1960 in gebruik genomen en verving een ouder kerkgebouw.

## Geschiedenis
In 1878 werd in Anna Jacobapolder een afgescheiden gemeente opgericht. Deze nam in 1895 een kerkgebouw in gebruik aan Langeweg 40. Dit kerkgebouw was tijdens de inundatie van 1944 en de Watersnood van 1953 onder water komen te staan. Door het zoute water waren de muren ernstig aangetast. Daarom werd besloten om een nieuwe kerk met pastorie te laten bouwen. Nadat bekend werd dat het Nationaal Rampenfonds de nieuwbouw zou financieren werden in 1957 de eerste voorbereidingen getroffen. Aan architect G. Tuinhof werd gevraagd een ontwerp te maken, nadat de kerkenraad de Mozaïekkerk in Gapinge had bezocht die door hem was ontworpen. In mei 1959 werden de bouwtekeningen goedgekeurd. De totale kosten van de bouw werden aanvankelijk begroot op 120.000 gulden.
In september 1959 werd door drie aannemers op de bouw ingeschreven. Firma Ligtendag won de inschrijving met een begroting van 101.128 gulden. De bouwkosten zouden uiteindelijk hoger uitkomen, op 150.950 gulden. In oktober werd begonnen met het bouwrijp maken van het kavel. Op 10 december werd de eerste steen gelegd door D.P.C. de Hoop Scheffer namens het Nationaal Rampenfonds. De nieuwe kerk werd schuin tegenover de oude kerk gebouwd, aan de rand van het dorp.
Tijdens de bouw bleek dat het ontworpen mozaïek op de preekstoel niet geschikt was, zodat het aangepast en vergroot werd. Ook ontstond er een discussie over een kruis met verlichting op de toren waarvoor uiteindelijk wel gekozen is. Het ontwerp van de te plaatsten kerkbanken werd door de gemeenteleden zelf gekozen. Alhoewel het een grote post op de begroting was, werd ook besloten tot de aanschaf van een nieuw orgel, gebouwd door Van Vulpen. Achter in de kerk werden glas in loodramen geplaatst. De nieuwe luidklok in de toren werd bekostigd door de gemeente Sint Philipsland. Op 6 oktober 1960 werd de nieuwe kerk in gebruik genomen.
In 2011 telde de gemeente ongeveer 180 leden.